# Тадеуш Морський
Тадеуш Морський гербу Сокира (пол. Tadeusz Morski, 1754 — 1 вересня 1825, Краків) — польський шляхтич, публіцист, дипломат, політичний діяч. 
Граф. Молодший брат урядника Республіки Обох Націй (Речі Посполитої), посла 4-річного сейму Онуфрія Морського. Представник роду Морських. Батько — перемиський (1752) та львівський (1764) каштелян Антоні Морський, мати — його дружина Анна Сємінська. Дід — перемиський чесник Юзеф Морський, який дуже розбагатів.